# Thomas Heatherwick
Thomas Heatherwick, CBE (Londres, 17 de febrero de 1970) es un diseñador inglés, conocido por el uso innovador de materiales e ingeniería en monumentos y esculturas públicas. Lidera el Heatherwick Studio, un estudio de diseño y arquitectura fundado en 1994.
Algunas de las obras más célebres de Heatherwick son la escultura B of the Bang, The Rolling Bridge, el East Beach Cafe o el pabellón del Reino Unido en la Exposición Universal de Shanghái de 2010. Heatherwick también concibió el diseño del pebetero de los Juegos Olímpicos de Londres 2012, compuesto por 204 pétalos de fuego (uno por cada nación participante en el evento deportivo) que convergen para crear una llama que simboliza la paz y la esperanza.

## Galería de obras

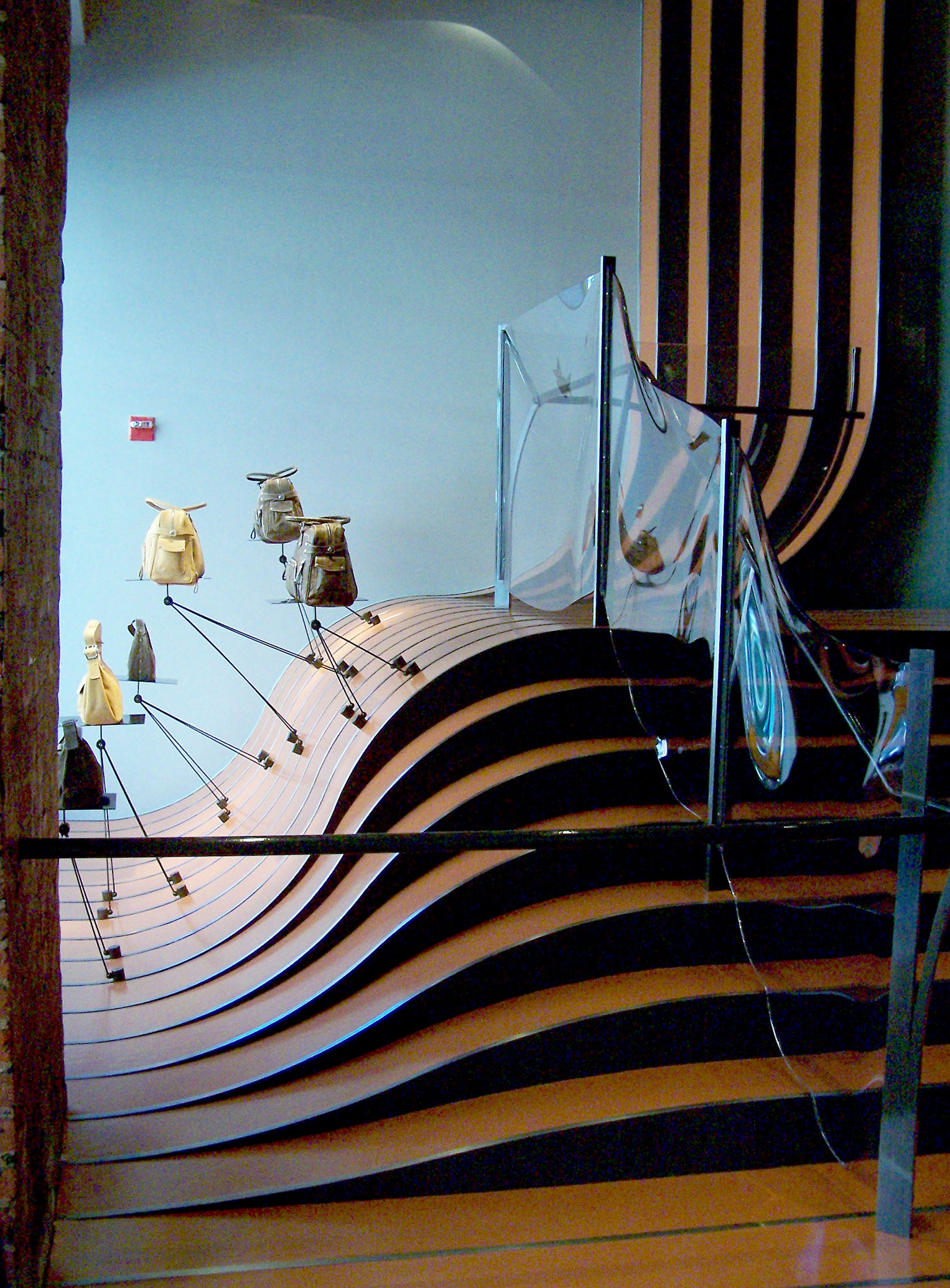
Escaparate Longchamp en la calle Spring de Nueva York.
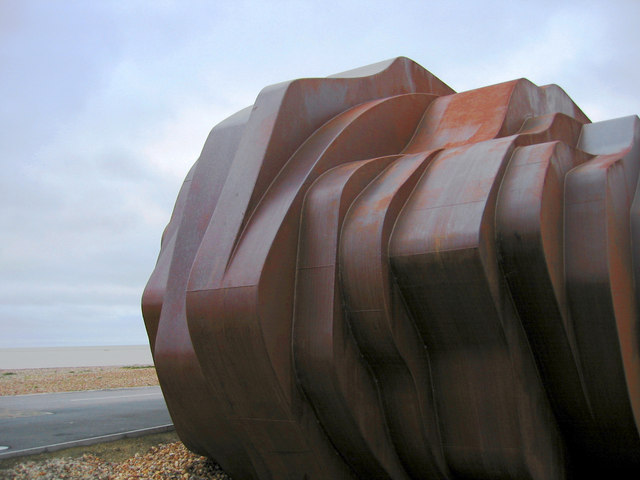
Detalle del East Beach Café en Littlehampton.
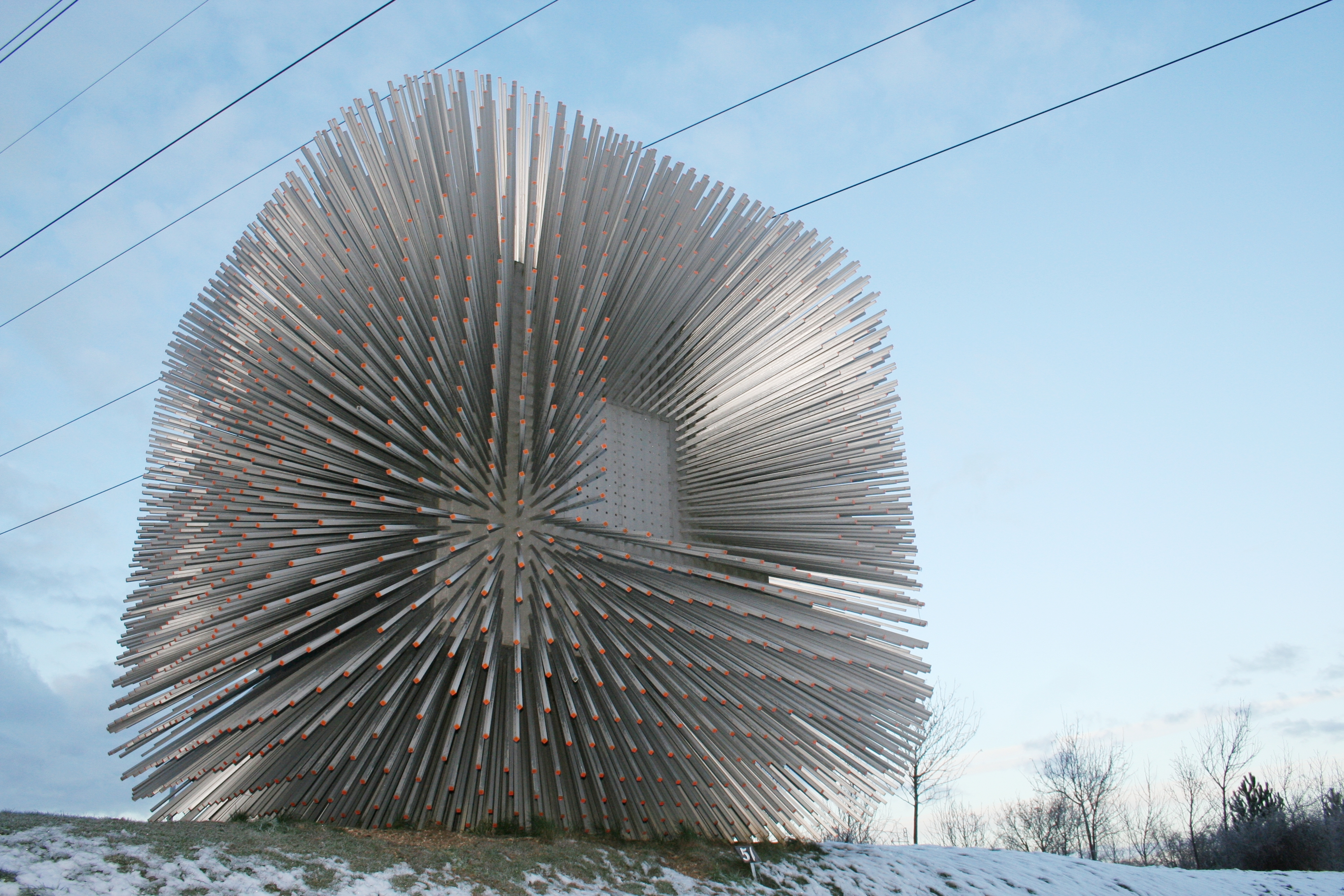
El Sitooterie II, en West Horndon, Essex.
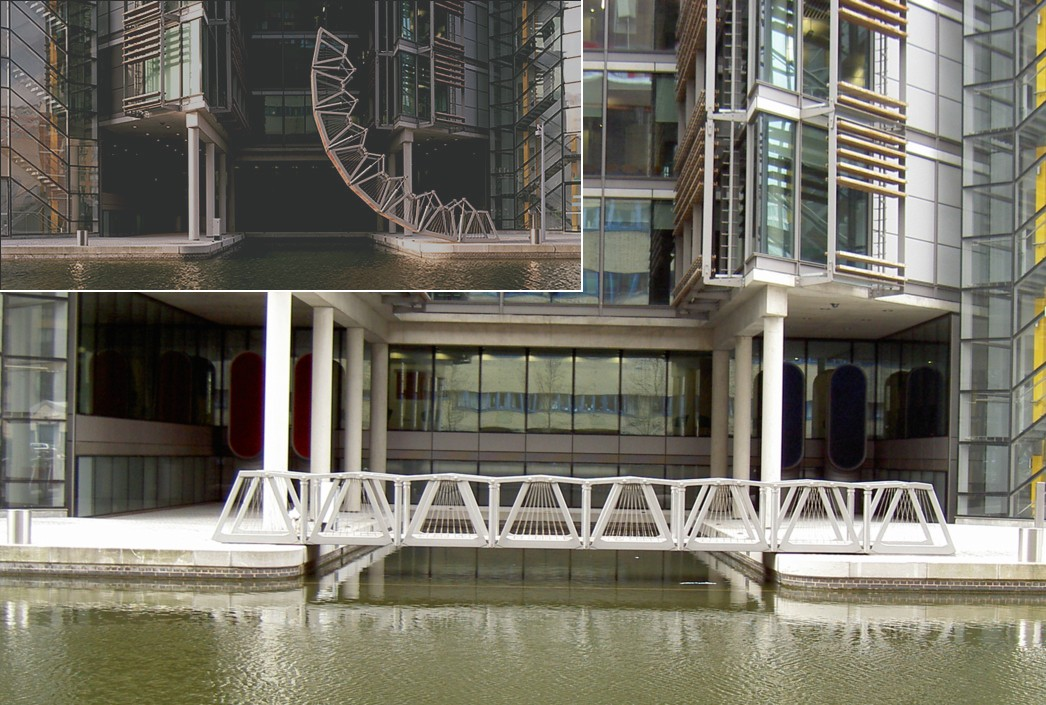
El puente rodante The Rolling Bridge, Londres.
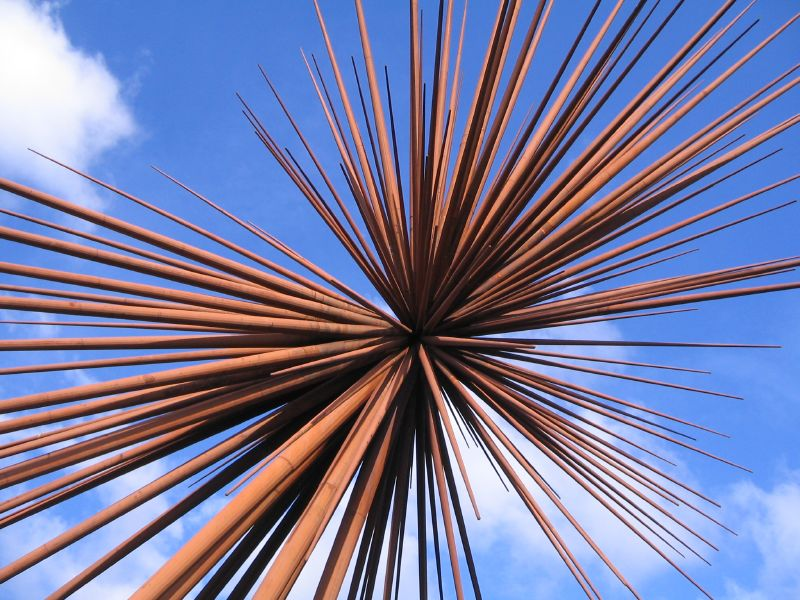
B of the Bang, Mánchester.